# Trofeo King Clancy

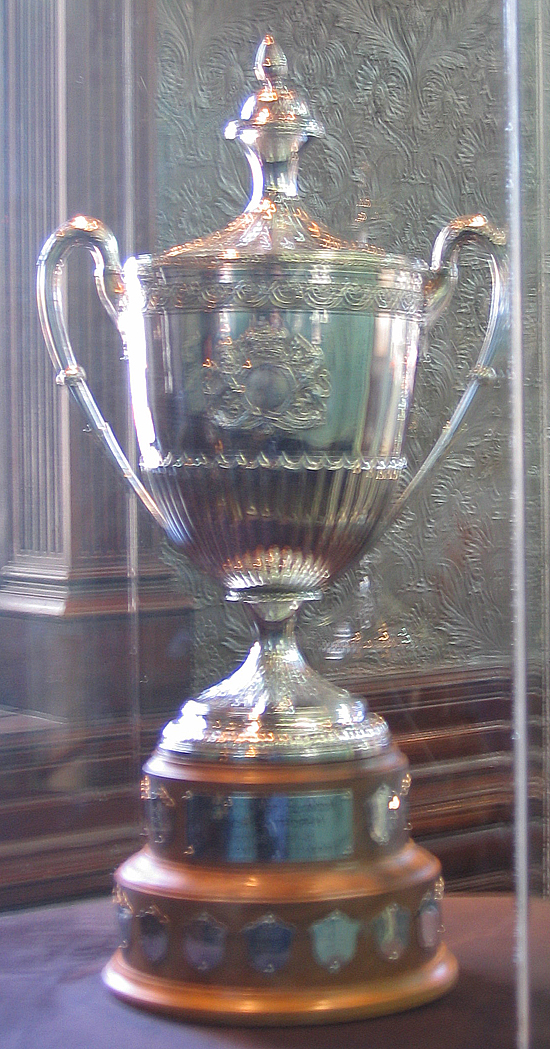
Trofeo Memorial King Clancy.

El Trofeo Memorial King Clancy (o solamente Trofeo King Clancy) es entregado anualmente por la National Hockey League al jugador que ejemplifica mejor los valores de liderazgo y humanidad tanto dentro como fuera de la pista de hielo.
El trofeo es nombrado así en honor a Francis M. "King" Clancy, exjugador, entrenador y árbitro. Se entregó por primera vez en 1998.

## Ganadores del Trofeo King Clancy
- 2021-22 - P.K. Subban, New Jersey Devils
- 2020-21 - Pekka Rinne, Nashville Predators
- 2019-20 - Matt Dumba, Minnesota Wild
- 2018-19 - Jason Zucker, Minnesota Wild
- 2017-18 - Henrik Sedin, Daniel Sedin Vancouver Canucks
- 2016-17 - Nick Foligno, Columbus Blue Jackets
- 2015-16 - Henrik Sedin, Vancouver Canucks
- 2014-15 - Henrik Zetterberg, Detroit Red Wings
- 2013-14 - Andrew Ference, Edmonton Oilers
- 2012-13 - Patrice Bergeron, Boston Bruins
- 2011-12 - Daniel Alfredsson, Ottawa Senators
- 2010-11 - Doug Weight, New York Islanders
- 2009-10 - Shane Doan, Phoenix Coyotes
- 2008-09 - Ethan Moreau, Edmonton Oilers
- 2007-08 - Vicent Lecavalier, Tampa Bay Lightning
- 2006-07 - Saku Koivu, Montreal Canadiens
- 2005-06 - Olaf Kolzig, Washington Capitals
- 2004-05 - Vacante por suspensión de temporada
- 2003-04 - Jarome Iginla, Calgary Flames
- 2002-03 - Brendan Shanahan, Detroit Red Wings
- 2001-02 - Ron Francis, Carolina Hurricanes
- 2000-01 - Shjon Podein, Colorado Avalanche
- 1999-00 - Curtis Joseph, Toronto Maple Leafs
- 1998-99 - Rob Ray, Buffalo Sabres
- 1997-98 - Kelly Chase, St. Louis Blues
- 1996-97 - Trevor Linden, Vancouver Canucks
- 1995-96 - Kris King, Winnipeg Jets
- 1994-95 - Joe Nieuwendyk, Calgary Flames
- 1993-94 - Adam Graves, New York Rangers
- 1992-93 - Dave Poulin, Boston Bruins
- 1991-92 - Ray Bourque, Boston Bruins
- 1990-91 - Dave Taylor, Los Angeles Kings
- 1989-90 - Kevin Lowe, Edmonton Oilers
- 1988-89 - Bryan Trottier, New York Islanders
- 1987-88 - Lanny McDonald, Calgary Flames